# Крістіан II (курфюрст Саксонії)
Крістіан II (нім. Christian II., нар. 23 вересня 1583 — пом. 23 червня 1611 року) — 15-й курфюрст Саксонії в 1591—1611 роках.

## Життєпис
Походив з Альбертинської лінії Веттінів. Старший син Крістіана I, курфюрста Саксонії, та Софії з Бранденбурзьких Гогенцоллернів. Народився 1583 року в Дрездені. Після смерті батька 1591 року оголошений новим курфюрстом під регентством  матері та офіційного опікуна Фрідріха Вільгельма I, герцога Саксен-Веймару. Вони домоглися повернення до ортодоксального лютеранства, переслідуючи філіппістів та кальвіністів.
Перебрав владу у 1601 році. Того ж року за підбурюванням матері наказав стратити батьківського канцлера Ніколауса Креля. 1602 року одружився з донькою данського короля Фредеріка II. 1605 року після смерті Йоганна III, герцога Саксен-Веймару, взяв опіку над його синами й став керувати цим володінням. Водночас через відсутність управліньського хисту Саксонія опинилася в боргах.
У зовнішній політиці обрав курс на підтримку Габсбургів. Тому у 1608 році відмовився вступати до загальнопротестанської Аугаузенської ліги, спрямованої на спротив католицьким державам. Це суттєво послабило єдність протестантів Німеччини. 1609 році намагався втрутитися в сеперечку за Клеве-Юліх-Берзький спадок, проте без успіху. Стає союзником імператора Рудорльфа II проти його брата Матеуса.
Помер 1611 року в Дрездені за різними версіями або перепиши холодного пива або від інсульту. Владу успадкував його брат Йоганн Георг I.

## Родина
Дружина — Гедвіга, донька Фредеріка II, короля Данії і Норвегії
дітей не було